# Альканісеський договір
Альканісе́ський до́говір (ісп. Tratado de Alcañices, порт. Tratado de Alcanizes) — мирний договір між Португальським королівством і Кастильською Короною. Підписаний 12 вересня 1297 року в Альканісесі, Кастилія, між португальським королем Дінішем і кастильським королем Фернандо IV. Оскільки останній був неповнолітнім, від його імені виступала матір-королева Марія де Моліна. Договір зупинив португальсько-кастильську війну 1295—1297 років і визначив нову лінію кордону між обома країнами, що з невеликими змінами зберігається до сьогодні як португальсько-іспанський кордон.
Договір ратифікували монархи обох королівств, а також загальні кортеси усіх станів. Він замінив чинність Бадахоського договору 1267 року й встановив у Європі одну з найстаріших ліній кордону, що практично лишалася непорушною протягом віків. 
Рукописний оригінал договору зберігається у Національному архіві Португалії. Перша публікація — 1848 рік.

## Умови договору
- Португалія і Кастилія закінчують війну й укладають мир.
- Дініш припиняє підтримку інфанта Хуана в боротьбі за кастильський трон проти Фернандо IV.
- Португалія надішле 300 лицарів кастильській королеві Марії для боротьби з інфантом Хуаном.
- Кастильський король Фернандо IV одружиться з португальською інфантою Констансою, донькою Дініша.
- Португальський інфант і спадкоємець трону Афонсу, син Дініша, одружиться з кастильською інфантою Беатрисою, донькою Марії де Моліни, сестрою Фернандо IV.
- Кастилія повертає Португалії замки та поселення на східному березі річки Гвадіана: Кампу-Майор, Олівенса, Огела, Сан-Фелісес-де-лос-Гальєгос, Моран, Мору, Серпа[1].
- Кастилія визнає португальськими замки і поселення в районі річки Коа[ru]: Алмейда, Алфайатеш, Каштелу-Бон, Каштелу-Мельор, Каштелу-Родрігу, Монфорте, Сабугал, Вілар-Майор.
- Португалія визнає за Кастилією замки та поселення Ароче, Арасена, Аямонте, Еспаррегал, Еррера-де-Алькантара, Валенсія-де-Алькантара.
- Дініш та Фернандо IV відмовляються від взаємних територіальних претензій в майбутньому.